# Aman Resorts
Pour les articles homonymes, voir Aman.
Aman Resorts est une entreprise hôtelière de luxe (Aman Resorts Group Ltd.) dont le siège est situé en Suisse à Baar. Elle est fondée par Adrian Zecha (en) en 1988 et change plusieurs fois de propriétaire après, parfois, de multiples batailles juridiques. Vladislav Doronin en est le président-directeur général et propriétaire depuis 2014.

## Historique
Fondée en 1988, la première destination d'Aman Resorts vient de la volonté de l'hôtelier Adrian Zecha de construire une maison de vacances à Phuket en Thaïlande. Ses plans se transforment avec Anil Thadani et deux autres amis, en une idée de construire quelque chose de plus grand. Ils investissent alors leur propre argent dans l'entreprise car aucune banque ne souhaite prêter pour ce projet, en raison du petit nombre de chambres prévues. Le lieu, réalisé par l'architecte Ed Tuttle, ouvre ses portes sous le nom d'Amanpuri en 1988,, avec des tarifs nocturnes cinq fois plus élevés que ceux des concurrents locaux.
En 1992, à la suite du succès du premier hôtel, le groupe s’élargit pour inclure plusieurs établissements, dont le second à Bali non loin d'Ubud : l'Amandari. L'année suivante, le français Clément Vaturi, ami du fondateur, fait l’acquisition d'une participation majoritaire dans la société.

### Passage de main en main

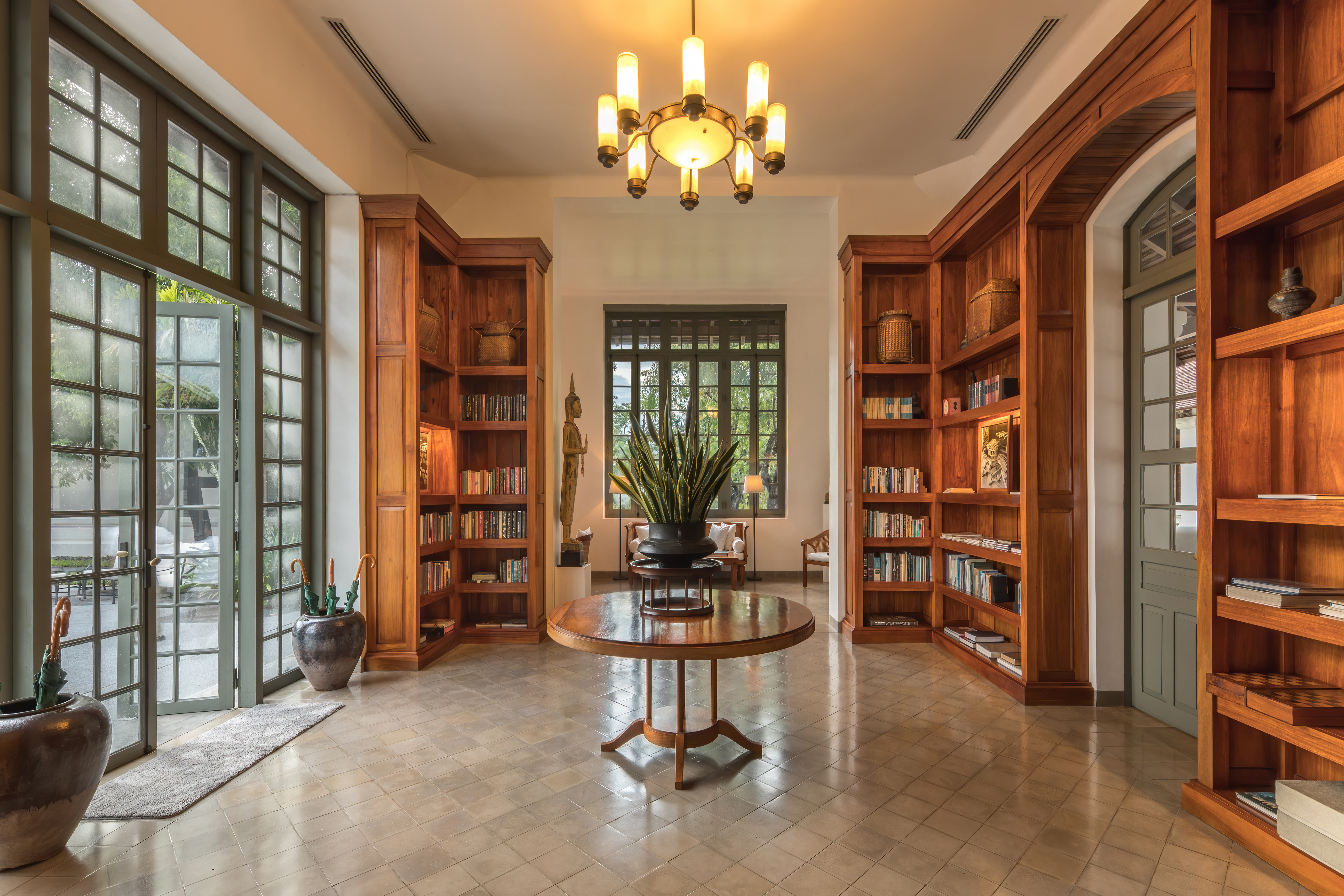
Intérieur de la bibliothèque du palace (hôtel) Amantaka, établissement d'Aman Resorts, à Luang Prabang, au Laos. Septembre 2023.

À partir de 1996, les choses se compliquent entre les différents propriétaires, alors principalement Clément Vaturi, Anil Thadani et Adrian Zecha. L'entreprise change de multiples fois de main, durant pratiquement deux décennies ; le fondateur démissionne et revient à la tête de l'entreprise plusieurs fois de suite. Il faudra attendre le milieu des années 2010 pour que l'actionnariat se stabilise.
Vers les années 2000, malgré les batailles d'actionnaires pour la propriété de l'enseigne, les investissements perdurent : Aman Resorts lance des établissements au Cambodge, en Inde, au Bhoutan, au Sri Lanka, au Laos (l'Amantaka (en)) ou dans les Caraïbes ainsi qu'une adresse en Europe puis inaugure l'Amanoi (en) dans un Parc national du Vietnam. En 2014, l'enseigne compte 26 établissements et six sont en construction l'année suivante.

### Vladislav Doronin

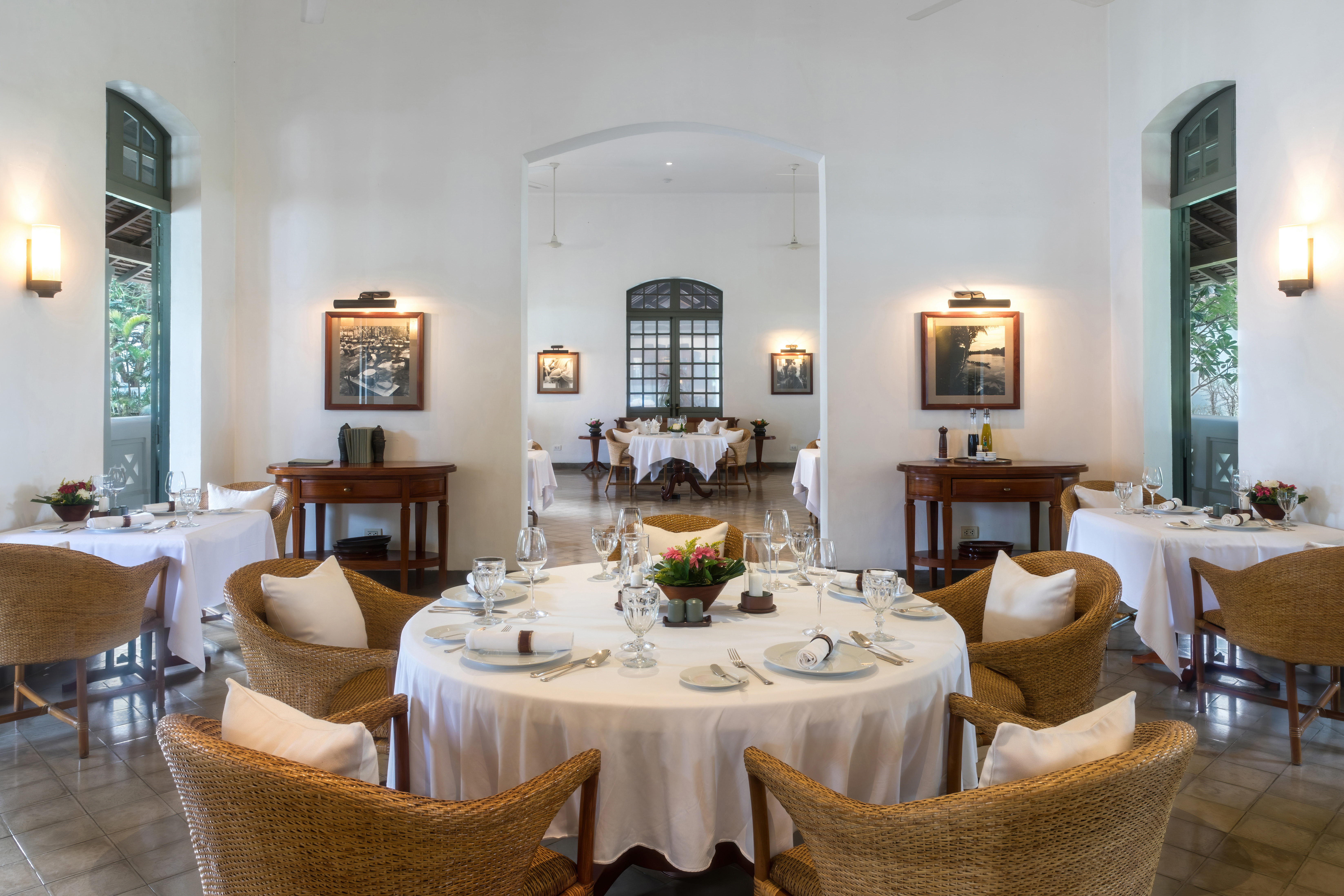
Salle de restaurant du complexe hôtelier et resort Amantaka à Luang Prabang, au Laos : Amantaka. L'hôtel, situé dans un bâtiment colonial français, a ouvert ses portes en septembre 2009. Il contient 24 suites (dont 16 avec piscine), entourant une cour centrale, et est conçu avec un mélange de mobilier traditionnel laotien et moderne. Les suites mesurent entre 70 et 120 mètres carrés. Toutes les chambres sont peintes en blanc et disposent d'un mobilier et de fenêtres en acajou ou en bois foncé.

Début février 2014, l'entreprise indienne Delhi Land & Finance, alors propriétaire, vend ses parts dans Aman Resorts pour 358 millions de dollars à un consortium dirigé par l'homme d'affaires russe Vladislav Doronin. La vente intègre toutes les propriétés de la marque Aman, à l'exception de l'hôtel Lodhi à Delhi. DLF choisit de vendre Aman Resorts pour réduire sa dette et se recentrer sur l'immobilier, après son expansion dans les hôtels, les parcs éoliens ou la gestion des zones franches d'exportation. En avril, Adrian Zecha démissionne de nouveau. L'entreprise déplace son siège social de Singapour à Londres deux mois plus tard. Par la suite, son siège social est transféré à Baar. Vladislav Doronin prend le poste de président et Olivier Jolivet est nommé directeur général en 2014. Olivier Jolivet quitte l'entreprise en 2017. L'année suivante, la marque compte 31 établissements dans le monde et plusieurs projets existent, destinés à divers pays du monde.
Depuis le début, trois architectes travaillent plus particulièrement pour la marque : Jean-Michel Gathy, Ed Tuttle (en) et Kerry Hill (en),. Lors du rachat en 2014 de nouveaux architectes sont envisagés. Aman Resorts conserve l'habitude, depuis ses débuts, de s'installer dans des emplacements hors du commun comme le désert de l'Utah (Amangiri (en)), sur une falaise au Vietnam, dans une réserve de tigres en Inde (Aman‑i‑Khas), dans un palais de Venise ou à Turks-et-Caicos (Amanyara) et n'avoir alors jamais plus de quarante à cinquante chambres,,,,. La notion d'« espace », puis d'« intimité », marquent plus particulièrement les lieux,. Nombres de personnalités connues fréquentent ces hôtels, la plupart en toute discrétion.
En 2020, Vladislav Doronin dévoile Janu, une marque dérivée pour exploiter des hôtels au design soigné, visant toucher une clientèle plus jeune et à devenir un complément plus abordable qu'Aman Resorts. Trois hôtels sont alors en projet au Monténégro -, en Arabie Saoudite et au Japon,. La stratégie de diversification du groupe se poursuit en 2021 avec le lancement d'une ligne de vêtements, de cosmétiques puis d'une ligne de maroquinerie.
En janvier 2022 est annoncé le contrat passé entre Aman avec le chantier naval italien T.Mariotti pour la construction d'un yacht de luxe et d'un bateau de croisière, sous le nom de « projet Sama ». Ce projet est une coentreprise entre Aman et Cruise Saudi et prévoit de créer un yacht de luxe de 600 pieds de long et de 23 000 tonnes pour accueillir une centaine d'invités.
Vladislav Doronin et Michael Shvo (en) achètent en 2015 certains étages de l'ancien Crown Building (en) à New York, face à la Trump Tower afin d'en faire un hôtel de 83 chambres et une vingtaine d'appartements : en août 2022, Aman New York ouvre ses portes,.

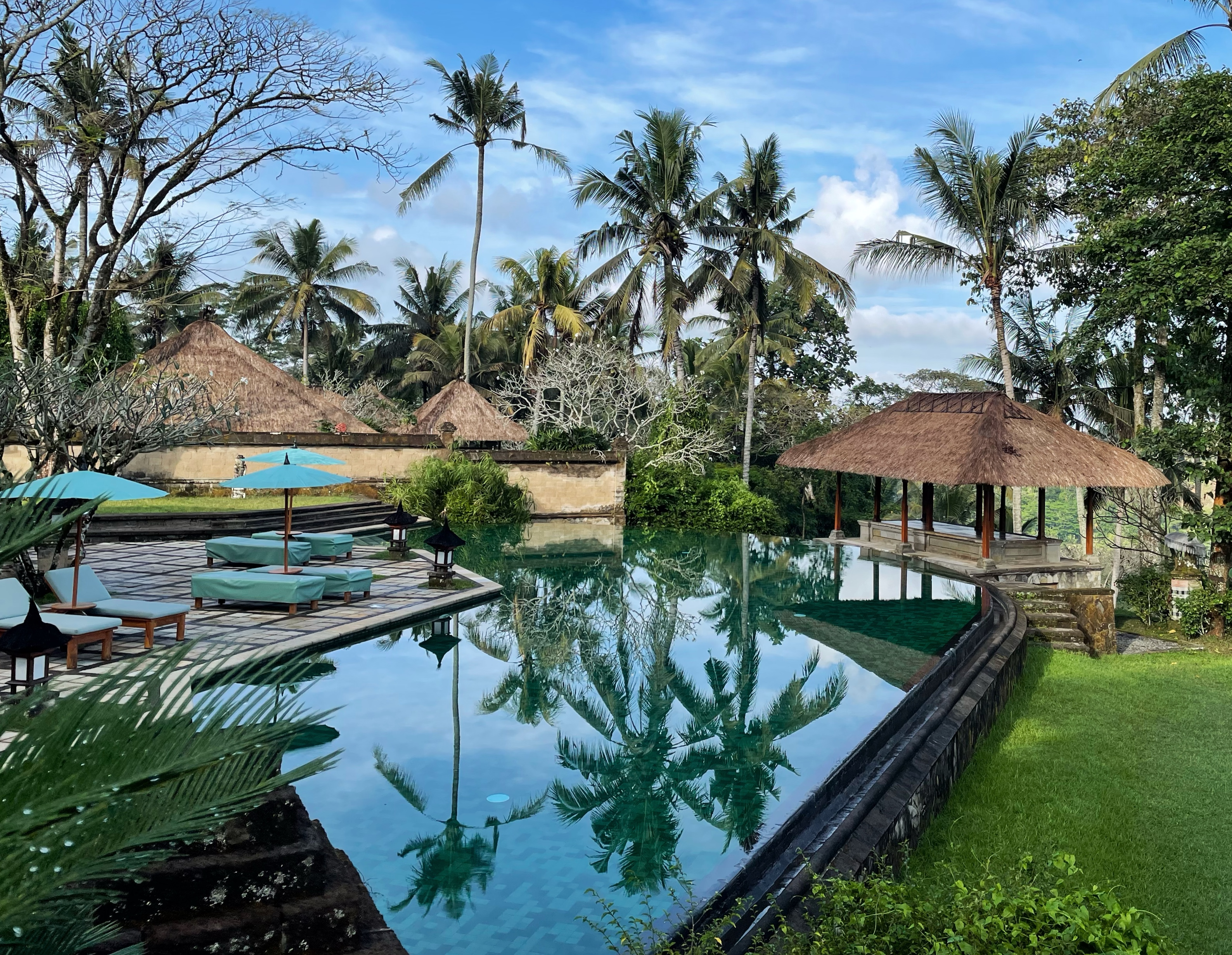
Piscine à Amandari
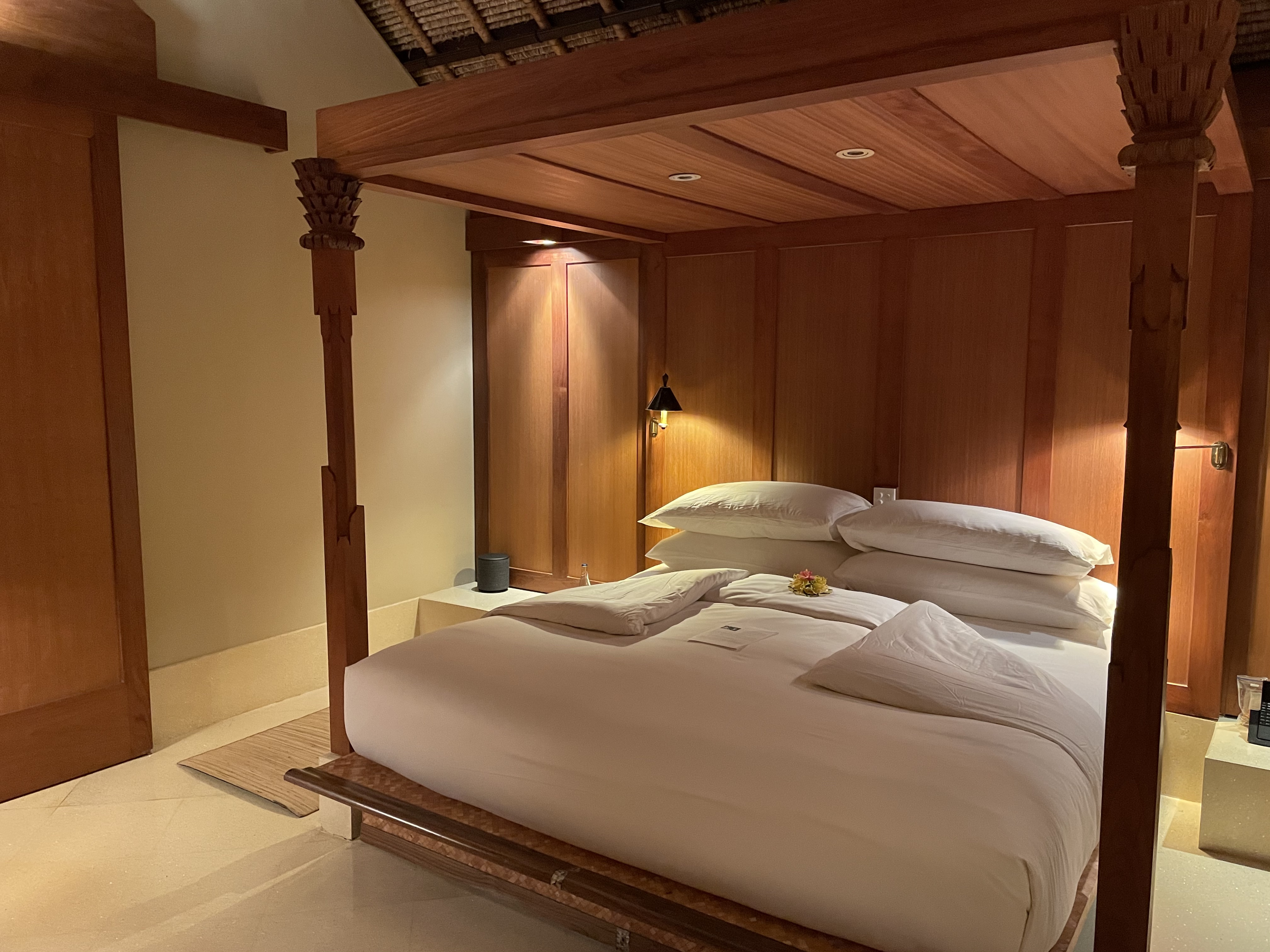
Chambre à Amankila
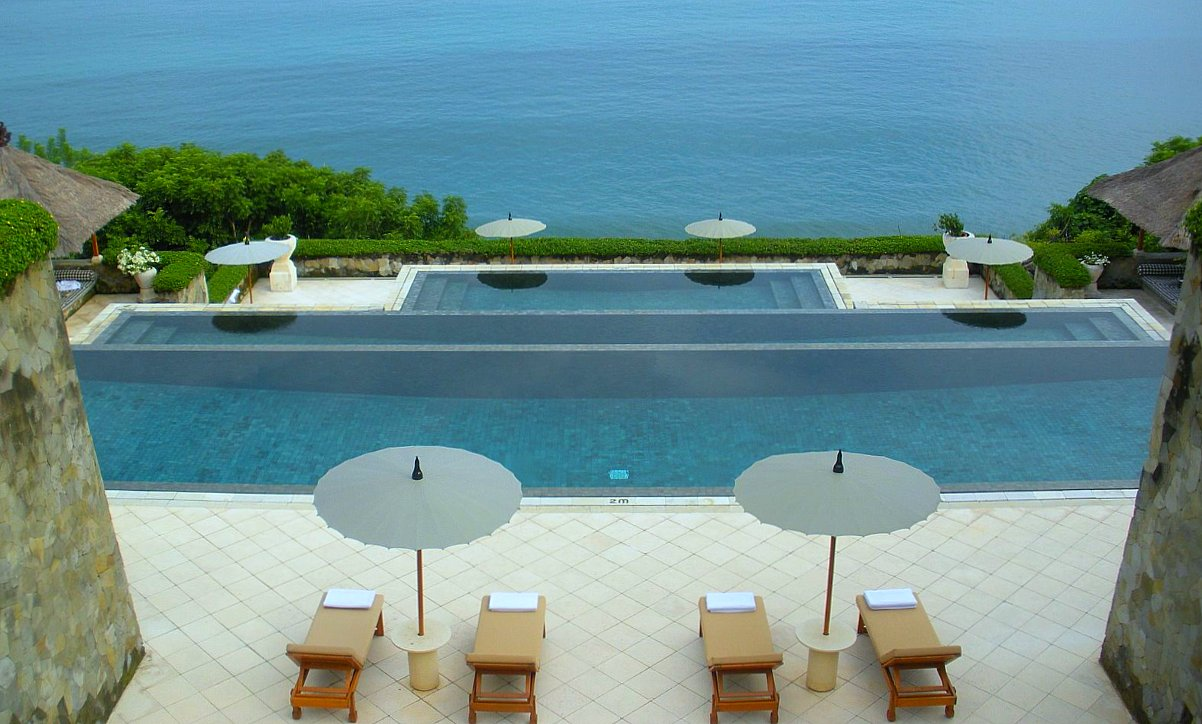
Piscine à Amankila (en)
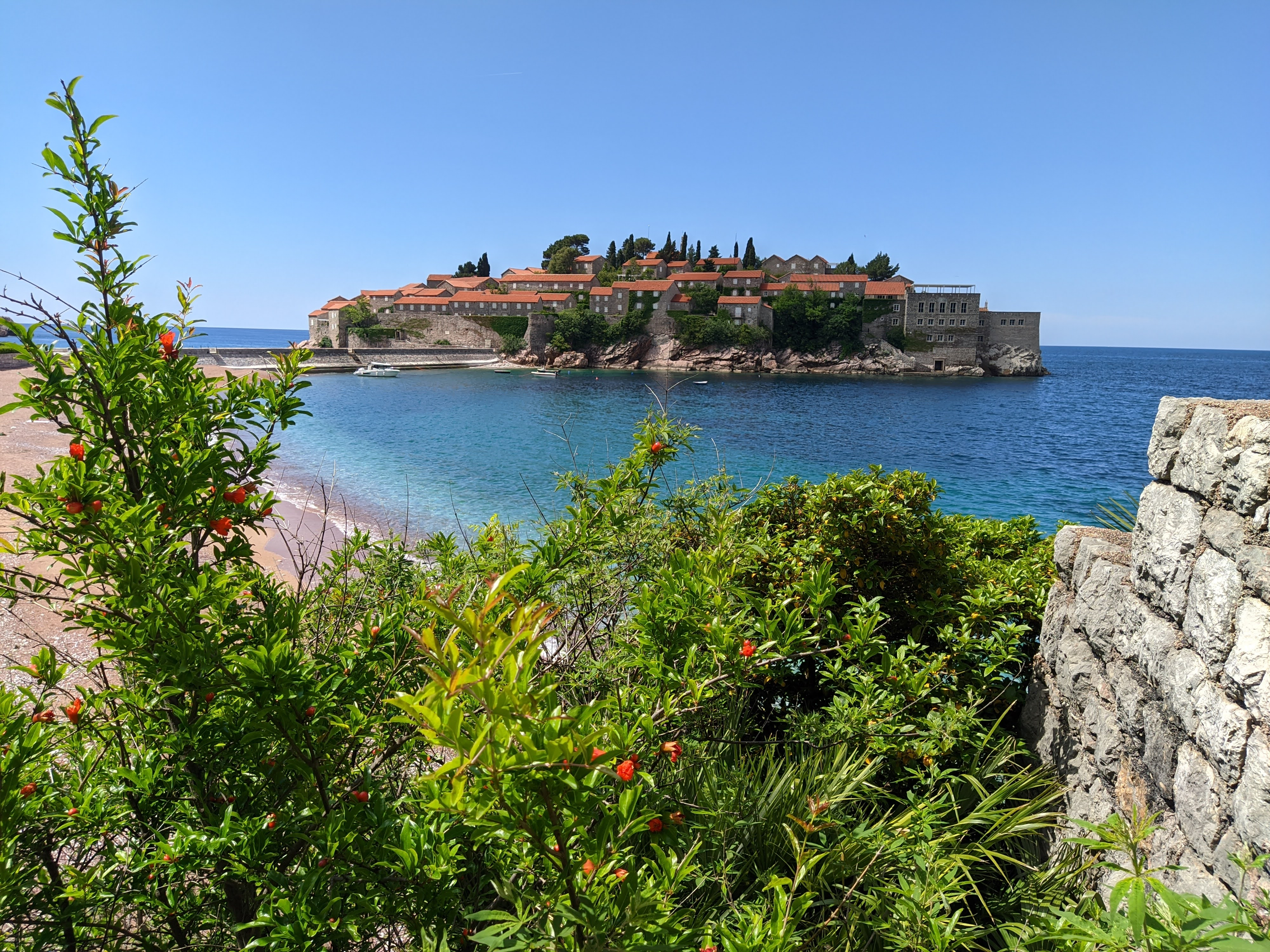
Aman Sveti Stefan
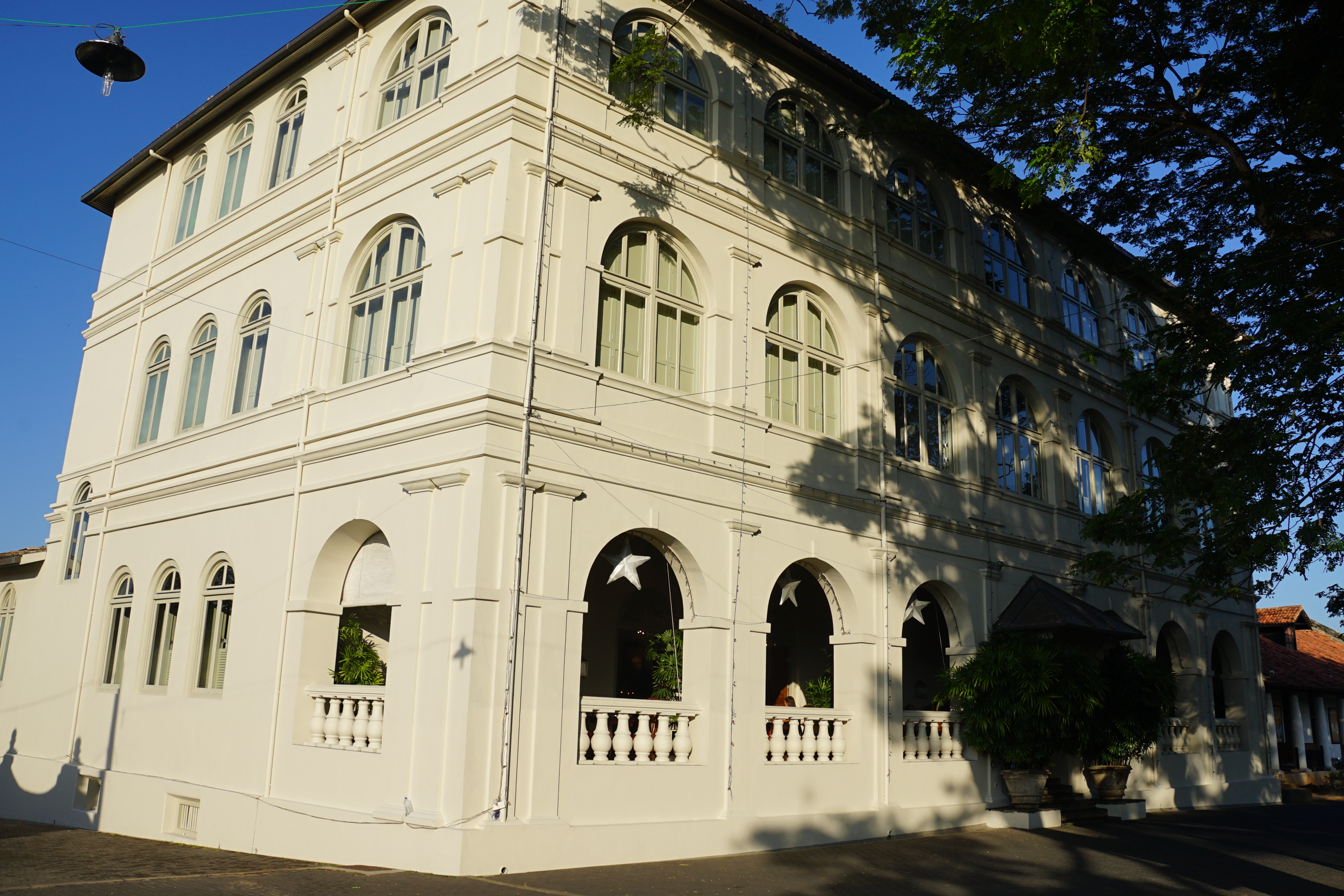
Amangalla
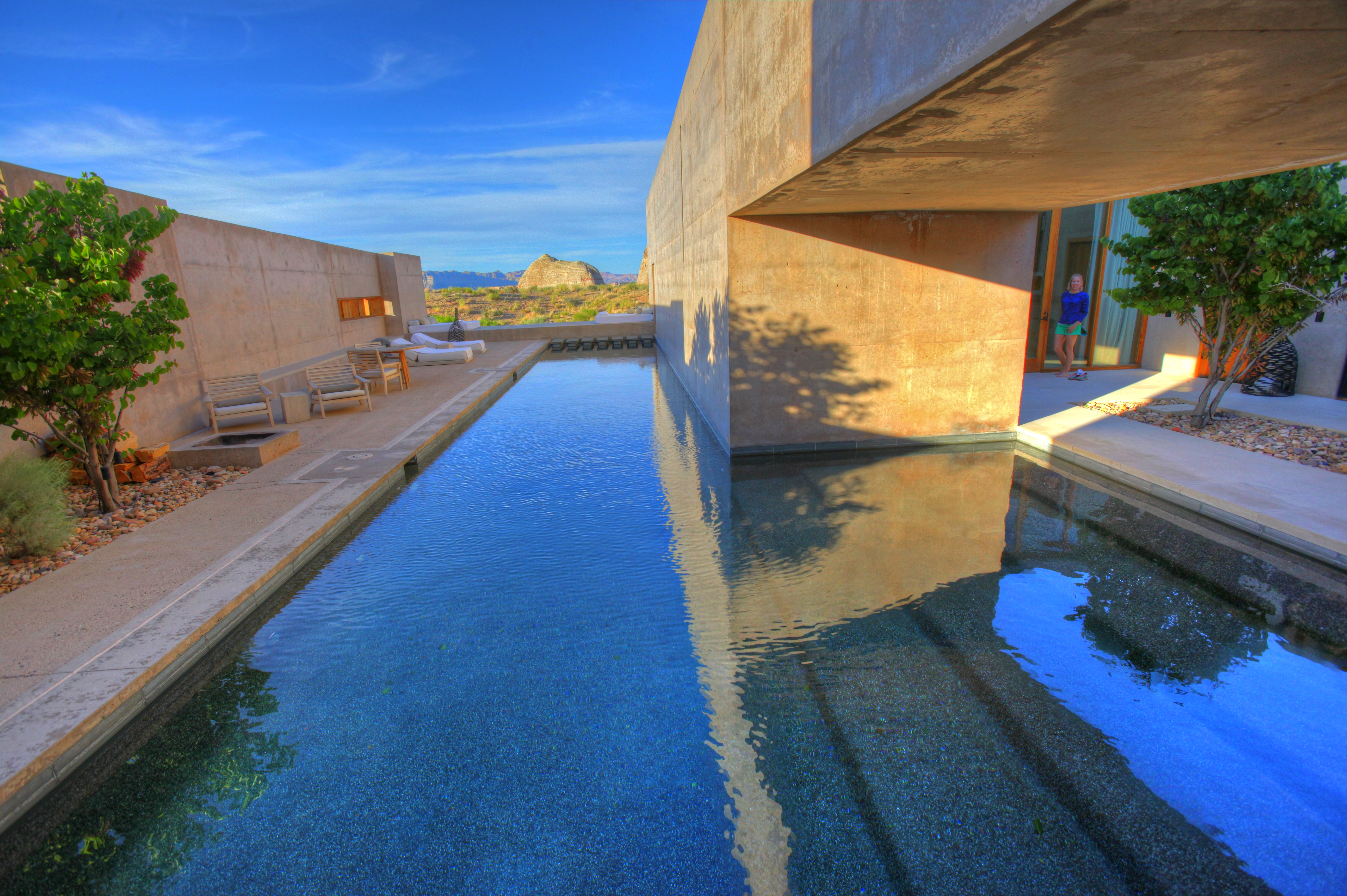
Amangiri